# Кампомарино
Кампомарино (итал. Campomarino) —  коммуна в Италии, располагается в регионе Молизе, в провинции Кампобассо.
Население составляет 6658 человек (2008 г.), плотность населения составляет 85 чел./км². Занимает площадь 76 км². Почтовый индекс — 86042. Телефонный код — 0875.
Покровительницей коммуны почитается святая Христина Тирская, празднование 24 июля.

## Демография
Динамика населения:

## Администрация коммуны
- Официальный сайт: http://www.comune.campomarino.cb.it/ Архивная копия от 23 марта 2010 на Wayback Machine